# Esad Hećimović
Esad Hećimović (Zenica, 14. jul 1963. — Zenica, 30. april 2017) bio je bošnjački i bosanskohercegovački novinar.
Tokom svoje profesionalne karijere radio je za više novinskih redakcija — „Večernje novosti“, „Muslimanski glas“, „Ljiljan“, „BH Dani“, „Oslobođenje“. Preminuo je obavljajući dužnost urednika OBN Televizije. Dobitnik je niza nagrada za istraživačko novinarstvo, a novinarom godine u izboru banjalučkih „Nezavisnih novina“ proglašen je 2011. godine. Široj srpskoj javnosti je poznat kao autor bestselera „Garibi: mudžahedini u BiH: 1992 — 1999.“ koji tematizuje delovanje stranih boraca, mudžahedina, za vreme rata u Bosni i Hercegovini.

## Biografija
Rođen je 1963. godine u Zenici. Studirao je filozofiju i sociologiju na Filozofskom fakultetu Univerziteta u Sarajevu. Tokom svoje profesionalne karijere radio je za više novinskih redakcija. Od 1986. do 1990. godine bio je dopisnik za „Večernje novosti“ (tada najtiražniji dnevni list u Jugoslaviji), u periodu 1990. — 1992. godina bio je reporter za sarajevski nedeljnik „Muslimanski glas“; U periodu 1992. — 1998. godina je bio politički analitičar za sarajevski nedeljnik „Ljiljan“, a u ovo ratno vreme (1992. — 1995) je u istom poslu bio zaposlen pri glavnom odboru Stranke demokratske akcije. Od 1998. godine postaje istraživački novinar za magazin „BH Dani“, gde će ostati do 2010. godine. Dve godine kasnije postaće i zamenik glavnog urednika ovog nedeljnika. Od 2011. godine radio je kao zamenik glavnog urednika novina „Oslobođenje“, gde je pisao i kolumne. Poslednjih godina je radio kao urednik OBN televizije.
Hećimović je bio autor i koautor više knjiga i publikacija. Koautor je publikacije „Tiše, ubijaju“ koja govori o stradanju Bošnjaka prijedorskog i kozaračkog kraja iz 1992. godine, te specijalnog izdanja magazina BH Dani: „Kako su prodali Srebrenicu i sačuvali vlast“, od septembra 1998. godine. Godine 2006.-e je objavio prvo (zeničko) izdanje knjige „Garibi: mudžahedini u BiH: 1992 — 1999.“ koja govori o ratnom i poratnom delovanju mudžahedina u BiH; tri godine kasnije je izašlo drugo izdanje ove knjige u Beogradu. (v. više ispod)
Hećimović je i nosilac različitih nagrada i priznanja. Medijska organizacija jugoistočne Evrope i Centralnoevropska inicijativa su ga 2009. godine nagradile svojom nagradom za istraživačko novinarsto. 2011. godine je izabran za novinara godine u izboru banjalučkih „Nezavisnih novina“. Poslednjih godina intenzivno je radio kao član Odbora Evropskog centra za štampu i slobodu medija sa sedištem u nemačkom Lajpcigu.
Preminuo je 30. aprila 2017. godine nakon duže bolesti u 54 godini života. Sahranjen je na gradskom groblju Prašnice u Zenici u prisustvu velikog broja sugrađana i kolega.

## Izabrana bibliografija
- Đidić, Fuad; Hećimović, Esad (1991). Robija šutnje : (stradanje Muslimana u zeničkom kraju) : 1945—1987. Zenica: Preporod.  2104867
- Hećimović, Esad; Jalimam, Salih A.; Džanko, Muhidin; Hećimović, Selma (1992). Tiše, ubijaju! : svjedočenja o genocidu nad bosanskim Muslimanima u kozaračkom i prijedorskom kraju. Zenica: Preporod : Centar za istraživanje ratnih zločina i zločina genocida nad Muslimanima : Centar za bosanske studije.  1024146930
- Hećimović, Esad (2006). Garibi: mudžahedini u BiH: 1992 — 1999. [Prvo izdanje]. Zenica: Fondacija sina. ISBN 9958-9141-0-7.  15287558
- Hećimović, Esad (2009). Garibi: mudžahedini u BiH: 1992 — 1999. [Drugo izdanje]. Beograd: Dan Graf: South East European Media Organisation — SEEMO. ISBN 978-86-83517-48-0.  157031436  157031436
- Grupa autora (2008). Bosnie-Herzégovine 2030 : les cahiers du Courrier de la Bosnie-Herzégovine = Bosna i Hercegovina 2030. : sveske Vjesnika u Bosni i Hercegovini. Sarajevo: Vjesnik u BiH. ISBN 978-9958-9937-0-1.  17067270  17067270

## Refrence
1. 1 2
2. 1 2 3   (2009). . korice.
3. 1 2 3 4 5 6
4. 1 2 3
5. 1 2

## Literatura
- Hećimović, Esad (2009). Garibi: mudžahedini u BiH: 1992 — 1999. Beograd: Dan Graf: South East European Media Organisation — SEEMO. ISBN 978-86-83517-48-0.  157031436  157031436

## Spoljašnje veze
- Esad Hećimović: Dobrovoljačka
- Saznanja o odgovornosti muslimanskih političara za pad Srebrenice prvo sam podijelio sa zapadnim novinarima [Oslobođenje]
- Intervju: Esad Hećimović — “Lažni turisti regrutiraju mladiće za Siriju”
- Bosanske vehabije u „svetom ratu“